# Jang Jin
Jang Jin (čínsky pchin-jinem Yáng Yīn, znaky zjednodušené 楊殷, tradiční 杨殷; srpen 1892 – 30. srpna 1929) byl čínský komunistický revolucionář, ve 20. letech jeden z prvních předních představitelů Komunistické strany Číny, od roku 1928 člen jejího ústředního výboru a politbyra. Byl zatčen a zastřelen kuomintangskými úřady.

## Život
Jang Jin se narodil roku 1892 v okresu Siang-šan (současná prefektura Čung-šan) v provincii Kuang-tung. V roce 1917 se stal jedním z adjutantů Sunjatsena a štábním důstojníkem v prosunjatsenovských vojenských oddílech. V roce 1922 vstoupil do Komunistické strany Číny a organizoval dělnické hnutí a stávku dělníků na Jüechanské železnici (trať z Kantonu do Chan-kchou). Roku 1927 se účastnil povstání v Kantonu a poté, co Čang Tchaj-lej padl v boji, se stal úřadujícím předsedou Kantonské sovětské vlády. Po porážce povstání prchl do Šanghaje.
Na VI. sjezdu KS Číny v létě 1928 byl zvolen členem ústředního výboru a kandidátem politbyra. Na zasedání politbyra v listopadu 1928 byl převeden mezi členy politbyra a jeho stálého výboru. Od ledna 1929 jako předseda ústřední vojenské komise KS Číny vedl ozbrojené síly komunistů.
Dne 24. srpna 1929 byl spolu s kolegou z politbyra Pcheng Pchejem a dalšími zatčen. O několik dní později, 30. srpna, byli oba na příkaz Čankajška zastřeleni.
Zatčení Jang Jina a dalších umožnila zrada tajemníka ústřední vojenské komise KS Číny Paj Sina. Čou En-laj (člen stálého výboru politbyra, ve vední KS Číny odpovědný za bezpečnostní otázky) se svými spolupracovníky zorganizoval vypátrání zrádce a jeho zabití 11. listopadu téhož roku na území francouzské koncese v Šanghaji.